# From Black Abyss
From Black Abyss — четвёртый студийный альбом московской группы Armaga. Записан в 2014—2015 годах, выпущен 22 сентября 2015 года на лейбле Irond Records.

## Об альбоме
From Black Abyss четвёртый альбом Armaga, записанный группой в 2014—2015 годах. Стиль данной работы можно охарактеризовать как sympho-dark metal с элементами black-metal. В записи помимо группы приняли участие музыканты симфонического и камерного оркестра. Барабанные партии записал известный московский барабанщик Андрей Ищенко (Аркона).

## Песни
Основной темой всех песен на альбоме является тема корабля-призрака.

## Список композиций[5]
Автор музыки и лирики альбома — гитарист Андрей Васюнин.
1. «Monarchy Of Darkness»
2. «Silhouette»
3. «From Black Abyss»
4. «Fallen Duchess»
5. «Stronghold»
6. «Dust»
7. «Beast Inside»
8. «Old Man»
9. «Mysterious Island»
10. «Athame»
11. «Moments»

Номер в каталоге: CD 15-1869.

## Над альбомом работали
- Сергей Морозов — вокал
- Андрей Васюнин — гитары, клавиши
- Евгений Щетинов — бас

Так же в записи альбома принимали участие
- Андрей Ищенко — барабаны
- Стрельников Алексей — скрипка
- Стрельникова Наталья — скрипка
- Чепига Дмитрий — скрипка
- Непомнящий Александр — виолончель
- Гулин Александр — виолончель
- Стёпин Павел — контрабас
- Александр Посикера — фагот
- Сергей Клименко — тромбон
- Фёдор Яровой — валторна

Производство
- Музыка и слова: Андрей Васюнин
- Звукорежиссёры: Александр Перфильев (Ёлка), Илья Лукашев (Therr Maitz)
- Мастеринг: Russ Russell, Кеттеринг, Великобритания
- Обложка и оформление: Pablo The Elephant, ART-S-KILL T E A M[6]